# Louis Chevalier (historien)
Pour les articles homonymes, voir Louis Chevalier et Chevalier.
Louis Chevalier, né le 29 mai 1911 à L'Aiguillon-sur-Mer (Vendée) et mort le 3 août 2001 à Paris 13e, est un historien et démographe français, professeur au Collège de France de 1952 à 1981 et spécialiste du milieu parisien. Auteur de Classes laborieuses et classes dangereuses à Paris pendant la première moitié du XIXe siècle  (1958), il mêle dans son œuvre statistiques et littérature. Il eut également diverses fonctions institutionnelles, en tant qu'expert pour l'administration.

## Biographie

### Formation
Après sa scolarité primaire à L'Aiguillon-sur-Mer, et secondaire à Luçon, puis à Reims, il entre au lycée Henri-IV, où il a comme professeur Alain. Il est reçu en 1932 à l'École normale supérieure (ENS), d'où il sort agrégé d'histoire en 1937. Rue d'Ulm, il se lie d'amitié avec Georges Pompidou—ils gardent l'habitude de déjeuner ensemble une fois par mois dans un bistrot du Quartier Latin. Dans L'assassinat de Paris (1977), il dit avoir participé aux émeutes du 6 février 1934.
Il est brièvement professeur au lycée de Reims, avant d'être nommé agrégé-répétiteur à l'ENS, en 1941, puis maître de conférences auxiliaire à la Sorbonne en 1944.
Sous Vichy, il tente de rentrer à la Fondation Carrel, proposant un projet de redécoupage administratif visant à remplacer les départements par des « pays », qu'il juge plus en adéquation avec les réalités démographiques et la circulation des personnes . Selon Paul-André Rosental, ce projet s'appuie sur une psychologie des peuples qui imprègne l’œuvre de Chevalier : « autant il est difficile de situer avec précision le statut et l’importance que donne l’auteur aux théories raciales, autant les traces d’une adhésion profonde à la psychologie des peuples sont récurrentes, manifestes et, à bien des égards, centrales ». Il devient en 1943 chargé de mission à la Délégation générale à l'Équipement national (DGEN), travaillant sur la décentralisation industrielle.

### Après-guerre
Chevalier intègre, par la suite, l'INED, créé en 1945, sous l'impulsion d'Alfred Sauvy, dont il devient directeur des travaux au service historique et géographique, travaillant également sur les migrations et l'immigration. Il y affirme que l'identité française serait menacée par de « multiples infiltrations » qui risquent de « changer les valeurs physiques, spirituelles et morales auxquelles nous tenons », ces thèses marquant un renouveau dans les analyses biologisante de l'immigration.
Parallèlement, il enseigne la démographie et l'histoire générale du XXe siècle à l'Institut d'études politiques de Paris, à partir de 1946, et donne des cours à l'ENA et au Centre de hautes études administratives. Chevalier occupe aussi des fonctions institutionnelles, étant alors membre des commissions de la main d’œuvre et de la population au ministère de la Population et au ministère du Travail. Il est aussi « expert pour la France à l’Assemblée de l’Unesco consacrée aux problèmes de peuplement ». Cette double casquette, de chercheur et d'expert, est assumée par Chevalier, qui déclare que « l’enquête contemporaine et l’enquête historique ne sont qu’une seule et même démarche, qui s’éclairent l’une par l’autre ». Il insiste ainsi pour fonder l'aménagement du territoire sur l'histoire, et non seulement le tableau statistique du présent, ce qui fonde sa critique de l'ouvrage de Jean-François Gravier, Paris et le désert français. Il tient alors une place ambiguë entre conservateurs (Philippe Ariès, Daniel Halévy, avec qui il se promène dans Paris) et modernistes, distinguant un exode rural « normal » et un autre « pathologique », auquel il réserve le terme d'« exode ». Les options retenues par Chevalier vont cependant à l'encontre des orientations prises par l'administration de la Quatrième, puis de la Cinquième République.
C'est en 1951 qu'il soutient à la Sorbonne sa thèse de doctorat ès-lettres sur « Les fondements économiques et sociaux de l'histoire de la région parisienne » (dir. Charles-Henri Pouthas), étant élu dès l'année suivante au Collège de France, où il est titulaire  de la chaire d'histoire et de structures sociales de Paris et de la région parisienne, jusqu'en 1981.
Il reconnaît dans sa thèse sa dette envers André Siegfried, d'ailleurs membre de son jury de thèse, aux côtés de Pierre Renouvin . Cette thèse insère l'usage des statistiques dans un récit historique : Chevalier ne professe que mépris envers l'usage de chiffres bruts, hors contextualisation historique et narrative. Cette attitude a récemment été reprise par Richard Lewontin. Elle l'oppose à la démographie historique de Louis Henry, qui publie son manuel sur l'usage des registres paroissiaux et l'état civil la même année que l'ouvrage-maître de Chevalier, Classes laborieuses et classes dangereuses à Paris pendant la première moitié du XIXe siècle (1956). Ainsi, P.-A. Rosental qualifie celui-ci de « dernière tentative – et la plus aboutie sans doute – de mêler histoire, mesure et littérature ». L'usage de la littérature comme document historique fait également l'objet d'un article de Chevalier, à propos de Balzac, intitulé « ‘La comédie humaine’ : document d’histoire ? » (1964). Des cours au Collège de France portent, de même, sur l'usage des Mystères de Paris ou des Misérables comme documents historiques.
Il publie en 1951 chez Dalloz une Démographie générale où il défend Francis Galton, fondateur de l'eugénisme, décrit comme « la science des facteurs capables d'améliorer ou de détruire les qualités de la race, tant mentalement que physiquement » et une politique d'immigration « nécessaire et inévitable » mais « destinée à continuer la France et non pas à créer un pays qui serait peut-être économiquement et politiquement la France, mais qui ne le serait plus humainement ».

### Collège de France
Sa leçon inaugurale, au Collège de France, reconnaît l'influence, outre d'A. Siegfried, de Maurice Halbwachs sur ses travaux . Elle évoque les rapports entre littérature et statistiques, relativisant par exemple les observations d'Alphonse Daudet sur les Auvergnats à Paris par l'étude des listes électorales. Il observe aussi comment les romanciers du XIXe siècle s'appuyaient sur les statistiques: « Balzac multiplie les évaluations, écrit-il. Hugo ne manque jamais de citer ses preuves quantitatives. Statistiques criminelles et judiciaires, mais aussi statistiques démographiques occupent, dans le récit de Sue, une place privilégiée. »
Au Collège de France, il s'intéresse à la sociologie urbaine, soutenant que les métropoles suivent « une sorte de modèle théorique, institué hors de l’espace et du temps », et dépendant exclusivement de la croissance urbaine . Il présenta ces thèses au Congrès du bicentenaire de l’Université Columbia en 1955 sur “Les métropoles et l’évolution sociale des pays” (actes publiés dans The Metropolis in Modern Life, 1955). Chevalier écrivit également un article sur ce sujet dans le Traité de sociologie (1955) dirigé par Georges Gurvitch. Dans ce cadre, il accorde une valeur centrale aux sondages d'opinion, développés par son ami Jean Stoetzel.
Il est également chargé de recherches historiques pour l'INED. Conseiller de préfecture de la Seine de 1956 à 1958, il travaille pour le préfet Émile Pelletier. Il est aussi chargé des sciences humaines au Comité des Douze de la recherche scientifique créé par de Gaulle, créateur et président du Centre international d'études des problèmes humains de Monaco.
Son ouvrage Classes laborieuses et classes dangereuses à Paris pendant la première moitié du XIXe siècle a renouvelé l'étude du crime et a inspiré de nombreux travaux universitaires. Il a également été une importante source d'informations pour nombre de romanciers et cinéastes.

## Publications

### Ouvrages
- Le problème démographique nord-africain, PUF, 1947
- La Formation de la population parisienne au XIXe siècle, PUF, collection Travaux et documents / Institut national d'études démographique, 1949, 312 p.
- Démographie générale, éd. Dalloz, 1951, 599 p.
- Leçon inaugurale faite le 28 avril 1952, Collège de France, Chaire d'histoire et structure sociales de Paris et de la région parisienne, [Paris], [Collège de France], 1952, 38 p.
- Madagascar, population et ressources, préface par Alfred Sauvy, PUF, collection Institut national d'études démographiques, Travaux et documents, 1952, 212 p., cartes.
- Classes laborieuses et classes dangereuses, Plon, collection Civilisations d'hier et d'aujourd'hui, 1958, XXVIII-566 p. Rééd. Paris, Le Livre de poche, collection Pluriel, 1978  (ISBN 2-253-02102-4)
- Les Parisiens, Hachette, 1967, 395 p. Rééd. Paris, Hachette, Collection Pluriel, 1985,  (ISBN 2-01-011534-1)
- Histoire anachronique des Français, Plon, 1974 (Grand Prix Gobert de l'Académie française), XII-346 p.
- L'Assassinat de Paris, Calmann-Lévy, Collection Archives des sciences sociales, 1977, 285 p.  (ISBN 2-7021-0176-3). Rééd. éditions Ivrea, 1997, présentation par Claude Dubois  (ISBN 2-85184-258-7)
- Montmartre du plaisir et du crime, collection Les Hommes et l'histoire, Robert Laffont, 1980, 452 p.-[20] p. de pl.,  (ISBN 2-221-00556-2) réédition 2016 éditions La Fabrique
- Histoires de la nuit parisienne : 1940-1960, Fayard, 1982  (ISBN 2-213-01196-6)
- Les Relais de mer. Un village de la côte vendéenne de la veille de la guerre de 14 aux lendemains de la Deuxième Guerre mondiale, Fayard, 1983,   (ISBN 2-213-01283-0)
- Les Ruines de Subure : Montmartre, de 1939 aux années 80, Paris, R. Laffont, 1985, 370 p.-[16] p. de pl.,  (ISBN 2-221-04828-8)
- Juanito : Andalousie de boue et de sang, [Paris], Stock, collection, Un Livre, une vie, 1990, 434 p.-[16] p. de pl.,  (ISBN 2-234-02234-7). Rééd. Paris, Payot, collection Petite bibliothèque Payot - documents 1994  (ISBN 2-228-88865-6)
- Splendeurs et misères du fait divers, Paris, Perrin, Collection Pour l’Histoire, 2003, 156 pages  (ISBN 2-262-01938-X) (Édition, par Emilio Luque, de notes du cours donné par Louis Chevalier sur l'histoire du fait divers, au Collège de France, en 1981)

### Articles
- Préface du roman Les Paysans, de Balzac, Gallimard, Folio classique, 2006, p. 9-27,  (ISBN 2-07-036675-8)

## Distinctions

### Décoration
- Commandeur de la Légion d'honneur, 1977

### Récompenses
- Docteur honoris causa de l'université Columbia
- Grand prix de l'Académie des sciences morales et politiques pour l'ensemble de son œuvre, 1987

## Sources
- Claude Dubois. Souvenirs 1. Louis Chevalier. Nostalgie. Youtube.